# Barry Haase

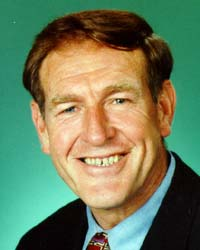
Barry Haase (zwischen 1998 und 2001)

Barry Wayne Haase (* 19. November 1945 in Southern Cross, Western Australia) ist ein australischer Politiker (Liberal Party of Australia) und gehörte von 1998 bis 2013 dem australischen Repräsentantenhaus an. Zwischen 2014 und 2017 war er Administrator der Kokosinseln und der Weihnachtsinsel.

## Leben
Haase diente von 1964 bis 1967 in der Royal Australian Navy und war in dieser Zeit im Bereich Catering tätig. Nach seinem Ausscheiden aus der Marine setzte er von 1968 bis 1978 seine berufliche Tätigkeit im Bereich Catering fort. Von 1978 bis 1997 war er Unternehmensdirektor einer Firma für Klimaanlagen und Facilitymanagement.
1998 wurde Haase erstmals für den Wahlkreis Kalgoorlie in das australische Repräsentantenhaus gewählt. Bei den Parlamentswahlen 2001, 2004 und 2007 erfolgte jeweils seine Wiederwahl. Nachdem der Wahlkreis Kalgoorlie aufgelöst wurde, kandidierte Haase 2010 für den Wahlkreis Durack, welcher aus dem nördlichen Teil des Wahlkreises Kalgoorlie hervorgegangen war. 2013 verzichtete er auf eine erneute Kandidatur.
Am 5. Oktober 2014 wurde er als Administrator der Kokosinseln und der Weihnachtsinsel vereidigt und löste damit Jon Stanhope ab. Seine Amtszeit endete am 4. Oktober 2017.
Haase ist verheiratet und hat zwei Kinder.